# 田儋
田儋（？—前208年），秦末軍事人物，狄縣（今山東高青）人，原田齐公族，秦末民變時的六國群雄之一。
秦二世二年（前208年）十月，張楚大王陳勝派周巿在东方攻城略地，至狄縣，田儋和从弟田荣、田横率領大批人馬，假裝要把一名犯法的家奴送到狄縣縣府去，讓縣令處死。但田儋到了之後就殺了縣令，自立為王，占领整个齊地。六月，秦將章邯於臨濟圍攻魏王魏咎，田儋率兵救魏。章邯命士卒在夜间口銜枚突襲，大破齊、楚軍，擊殺田儋於臨濟。
田儋死後，前任齊王田建的弟弟田假自立為王，田榮、田横起兵驅逐田假，田假逃亡楚國，田榮、田横立田儋的兒子田巿為齊王。项羽又立田市为胶东王，田安为济北王，後來田巿和田安被田榮所殺。

## 延伸阅读
[在维基数据编辑]
 《史記/卷094》，出自司馬遷《史記》
 《漢書·卷033》，出自班固《漢書》